# Frederic Austin
Frederic Austin (Londres, 30 de marzo de 1872 - 10 de abril de 1952) fue un barítono y compositor inglés. Era hermano de Ernest (1874-1947), que también fue compositor musical.
Se distinguió como cantante y compositor. Poseedor de una hermosa voz de barítono y de un completo dominio de la escena, actuó ininterrumpidamente con éxito en el Covent Garden y His Majesty 's Theatre de Londres, interpretando preferentemente obras de Wagner y Strauss. Fue director artístico de la British National Opera Company.
Como compositor se hizo notar por varias obras para orquesta, entre ellas la rapsodia Spring, el poema sinfónico Isabella y una Sinfonía en mi, también compuso obras de música de cámara y canciones, de factura muy moderna y elevado sentido lírico.